# 室女座
室女座（英語：Virgo，天文符號：♍），又叫处女座，是最大的黄道帶星座，星座日期8/23~9/22，面积1294.43平方度，占全天面积的3.318%，在全天88个星座中，面积排行第二位，仅次于長蛇座。室女座中亮于5.5等的恒星有58颗，最亮星为角宿一（室女座α），视星等为0.98。每年4月11日子夜室女座中心经过上中天。现在的秋分点位于右执法（室女座β）附近。
由於歲差的關係，室女座目前整體皆位於天球赤道上。

## 命名
在翻譯的外國文献中，最早出現「室女座」名稱的是清朝光緒二十三年（1896年）的《天文揭要》。
民國22年（1933年）4月20日教育部公佈的（全國统一）天文學名詞：確定採用「室女座」 做 Virgo 的正式統一譯名。至於採用「室女座」而非日文漢字是「乙女座」或者「處女座」的原因為：「室女」是未出閨門之少女，亦有處女的隱義。這個名詞源於南宋時期，宋仲甫（公元420－479年）的《女科百問》上卷，第十三問：「室女經候，當行不行者，何也?」。因為「處女」兩字是市井語句，而「室女」是處女兩字的優雅名詞，所以教育部天文學名詞審查委員會決定跟隨《天文揭要》採用「室女座」而非「处女座」。
學術界只稱「室女座」，但「处女座」或者「处女宫」一詞在占星學上仍然廣泛使用。

## 特征

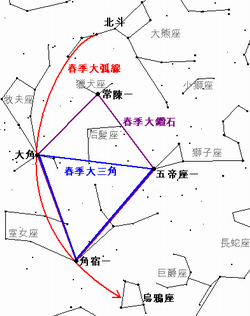
春季星空指南

室女座位于狮子座与天秤座之间，北面是牧夫座、后发座和巨蛇座，南边是长蛇座、乌鸦座和巨爵座。室女座最顯著的恆星是角宿一，这颗蓝白色的星是全天最亮的21颗恒星之一，代表著女神手執的麥穗，利用它可以幫助尋找室女座及其它星座：
- 春季大弧線：順著北斗斗柄的弧度向南可到達牧夫座大角星，再往南就是角宿一、烏鴉座
- 春季大三角：由角宿一、大角及獅子座的五帝座一所組成的等邊三角形
- 春季大鑽石：春季大三角再加上獵犬座的常陳一構成一個四邊形鑽石

## 神話

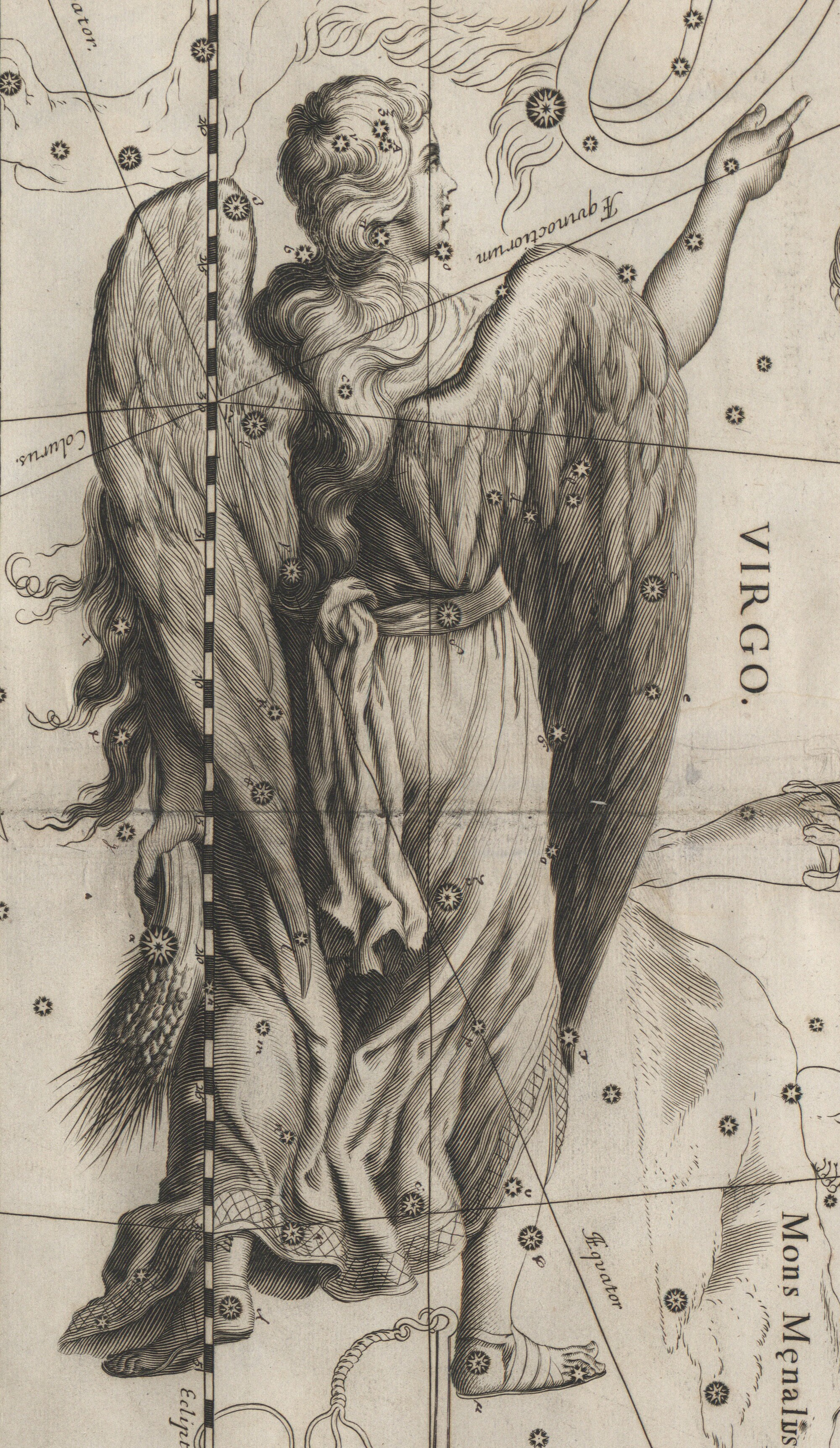
17世紀天文學家約翰·赫維留筆下的室女座

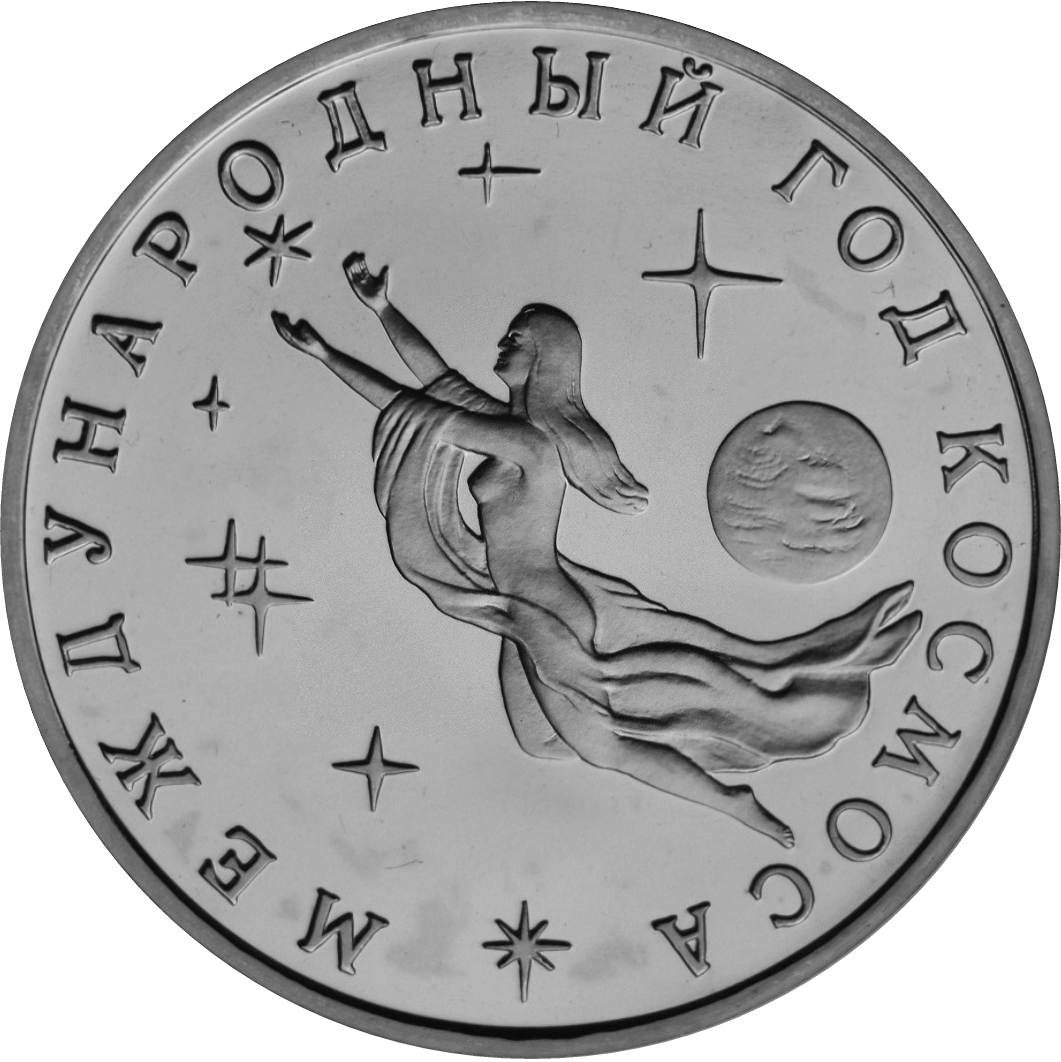
俄羅斯紀念幣“室女座”

在希臘神话中，室女座是大地女神狄蜜特（Demeter）的化身，有一说是其女儿珀耳塞福涅（Persephone）的化身。圣经记载的掌管生产的邪神亚斯他录可能就是指她。
人間管理谷物的农业之神、希腊的大地之母狄蜜特是宙斯的姊姊，有一个美丽的独生女珀耳塞福涅，她是春天的灿烂女神，只要她轻轻踏过的地方，都会开满娇艳欲滴的花朵。有一天她和同伴正在山谷中的一片草地上摘花，突然间，她看到一朵银色的水仙，甜美的利味飘散在空气中，珀耳塞福涅想：“它比我任何一朵花都漂亮！”美得光彩照人，於是她远离同伴偷偷地走近，伸手正要碰到花儿，突然，地底裂开了一个洞，一辆马车由两匹黑马拉着，冲出地面，原来是冥王黑帝斯（Hades），他因爱慕“最美的春神”珀耳塞福涅，设下诡计掳走了她。
珀耳塞福涅的呼救声回荡在山谷、海洋之间，当然，也传到了母亲狄蜜特的耳中，狄蜜特
非常的悲伤，她抛下了收割的谷物，飞过千山万水去寻找女儿。
人间少了大地之母，种子不再发芽，肥沃的土地结不出成串的麦穗，人类都要饿死了，宙斯看到这个情形只好命令黑帝斯放了珀耳塞福涅，黑帝斯不得不服从宙斯，但暗中却生诡计，临走前给珀耳塞福涅一颗果子——地狱石榴，珀耳塞福涅吃了这颗果子便必须回到阴暗恶臭的地狱里。
宙斯没有办法，只好对黑帝斯说：“一年之中，你将只有四分之一的时间可以和珀耳塞福涅在一起”。从此以后只要大地结满冰霜，寸草不生的时候，人们就知道这是因珀耳塞福涅又去了地府。室女座象征着春神珀耳塞福涅的美丽与纯洁，母亲养育的麦穗，也成为她手持之物。
另有一說，室女座代表的是正義女神阿斯特莉亞，在對人類感到失望後回到天上變成室女座，而其手中為人類所做之善惡裁判時所用的天秤則成為了天秤座。

## 恒星
- β：右執法（Zavijah），3.6等
- γ：東上相、或太微左垣二（Porrima），2.75等
- δ：東次相、或太微左垣三（Auvaand），3.4等
- ε：東次將、或太微左垣四（Vindemiatrix），2.83等
- ζ：角宿二（Heze），3.4等
- η：左執法、或太微左垣一（Zaniah），4.1等
- ι：亢宿二（Syrma），4.2等
- μ：亢宿增七（Rijl al Awwa），3.9等
- 室女座70是第一批被知道有系外行星的恆星之一，已經證實有一顆質量為7.5木星質量的行星。
- 室女座ζ是有著大質量行星的恆星之一，它的行星擁有11.1木星質量。
- 室女座61是類似太陽的恆星，已知有三顆行星：有一顆是超級地球，兩顆有著海王星的質量。
- 室女座SS是一顆有著明顯紅色的變星。它的變光週期約為一年，最大光度6.0等，最小光度9.6等[3]。

## 系外行星
處女座共有35顆經過驗證的系外行星繞行29顆恆星運行，包括PSR B1257+12（三顆行星）、室女座70（一顆行星）、進賢增八（一顆行星）、室女座61（三顆行星）、室女座NY（兩顆行星）和室女座59（一顆行星）。

## 深空天體

M104，亦稱闊邊帽星系

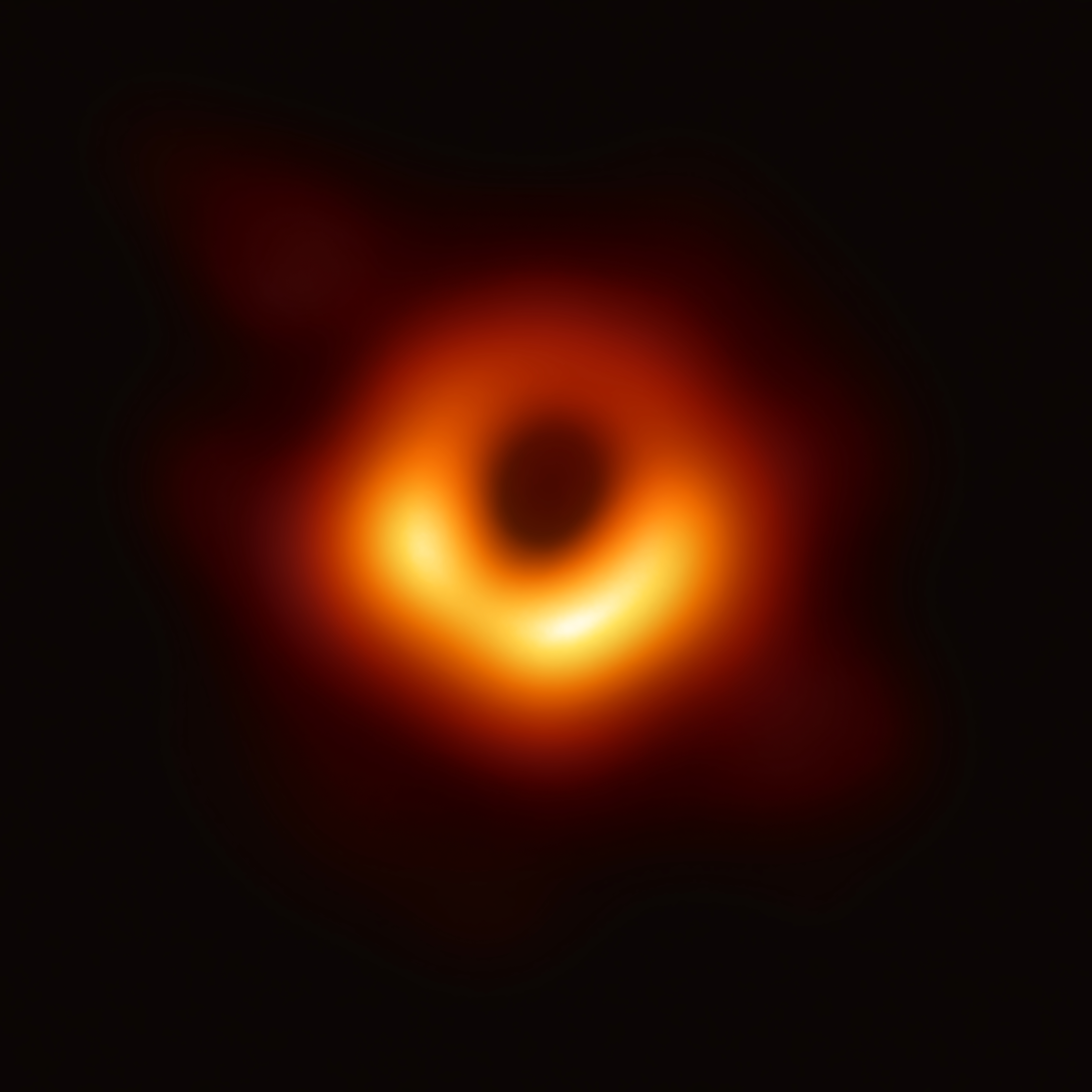
M87中心黑洞照片

在東次將（ε Vir）以西5°至10°就是室女座星系團，當中包括M49（橢圓）、M58（螺旋）、M59（橢圓）、M60（橢圓）、M61（螺旋）、M84（橢圓）、M86（橢圓）、M87（橢圓；著名的射電源）及M90（螺旋）。另一著名的深空天體為M104（亦稱闊邊帽星系），位於角宿一以西約十度，是一個橢圓星系。
NGC 4639是一個正面朝向地球的棒旋星系，距離地球7,800萬光年（紅移0.0034）。它的外臂有大量的造父變星，被用作確定天文距離的標準燭光。因此，天文學家使用NGC 4639中的多個造父變星來校準Ia型超新星，作為更遙遠星系的標準燭光。
室女座擁有多個星系團，其中之一是HCG 62。它具有由極熱氣體組成的異質暈，推測是由於中央橢圓星系核心的活躍星系核所致。
M87是室女座星系團中最大的星系，距離地球6,000萬光年（紅移0.0035）。它是一個主要的射電源，部分原因是星系中心的超大質量黑洞拋出電子噴流。由於這種噴流在幾種不同的波長下都是可見的，因此天文學家很感興趣。2019年4月10日，事件視界望遠鏡計畫的天文學家發布了M87中心黑洞的照片，也是人類第一張黑洞直接影像。它的質量至少是太陽的72億倍，是銀河系附近最大的黑洞。
M84是室女座的橢圓電波星系；距離地球6,000萬光年（紅移0.0035）。天文學家推測，圍繞核心運行的氣體雲的速度（約400公里/秒）表明存在質量為太陽3億倍的天體，該天體很可能是黑洞。
草帽星系M104是一個邊緣螺旋星系，距離地球2,800萬光年（紅移0.0034），中心有一個核球，由年老恆星組成。它被大而明亮的球狀星團包圍，並具有非常顯著的塵埃帶，由多環芳烴組成。
NGC 4438是一個奇特的星系，具有活躍的星系核，距離地球5,000萬光年（紅移0.0035）。它的超大質量黑洞正在噴射物質噴流，產生直徑達78光年的氣泡。
NGC 4261有一個距離其中心20光年的黑洞，質量為12億個太陽質量。它距離地球4,500萬光年（紅移0.0075），有一個直徑300光年的異常塵埃盤。NGC 4261在無線電頻譜中具有很強的發射能力，與M84、M87一樣。
類星體3C 273是有史以來第一個被科學家識別出來的類星體。它的星等約為12.9等，也是天空中最亮的類星體（可見光）。

## 外部連結
- The Deep Photographic Guide to the Constellations: Virgo（页面存档备份，存于）
- Star Tales – Virgo（页面存档备份，存于）